# Excelsior Estates (Misuri)
Excelsior Estates es una villa ubicada en el condado de Ray en el estado estadounidense de Misuri. En el Censo de 2010 tenía una población de 147 habitantes y una densidad poblacional de 237,48 personas por km².

## Geografía
Excelsior Estates se encuentra ubicada en las coordenadas 39°23′24″N 94°12′30″O / 39.39000, -94.20833. Según la Oficina del Censo de los Estados Unidos, Excelsior Estates tiene una superficie total de 0.62 km², de la cual 0.62 km² corresponden a tierra firme y (0%) 0 km² es agua.

## Demografía
Según el censo de 2010, había 147 personas residiendo en Excelsior Estates. La densidad de población era de 237,48 hab./km². De los 147 habitantes, Excelsior Estates estaba compuesto por el 93.88% blancos, el 0% eran afroamericanos, el 2.04% eran amerindios, el 0% eran asiáticos, el 0% eran isleños del Pacífico, el 0% eran de otras razas y el 4.08% pertenecían a dos o más razas. Del total de la población el 6.12% eran hispanos o latinos de cualquier raza.